# Troféu dos Escaladores
O Troféu dos Escaladores (em francês Trophée des Grimpeurs) é uma carreira ciclista francesa de um só dia que se disputa pelos arredores de Argenteuil, no departamento de Val-d'Oise.
A primeira edição disputou-se em 1913 em Chanteloup-les-Vignes (Yvelines) com o nome de Polymultipliée, nome que manteve até 1970, quando adoptou o nome actual. Desde 2005 a carreira faz parte da UCI Europe Tour, com uma categoria 1.1. Ao mesmo tempo, faz parte da Copa da França de ciclismo.

## Palmarés
| Ano  | Vencedor                  | Segundo                   | Terceiro                       |
| ---- | ------------------------- | ------------------------- | ------------------------------ |
| 1913 | Georges Fusier            | Eugène Philippe           | José Pelletier                 |
| 1914 | Eugène Christophe         | Fernand Grange            | Pannier                        |
| 1921 | Georges Habert            | V. Philippe               | Erpelding                      |
| 1922 | Fernand Canteloube        | Georges Davoine           | Auguste Wambst                 |
| 1923 | Charles Lacquehay         | Jean Brunier              | Charles Pélissier              |
| 1924 | Pierre Bachellerie        | J. Maurel                 | Antoine Cordeiro               |
| 1925 | Georges Davoine           | Pruvost                   | Charles Dumont                 |
| 1926 | Pierre Bachellerie        | Henri Sausin              | Roger Pipoz                    |
| 1927 | Pierre Bachellerie        | Charles Parel             | Charles Dumont                 |
| 1928 | Joseph Normand            | Francis Bouillet          | Louis Vapaille                 |
| 1929 | Joseph Normand            | Guitton                   | Marcel Mazeyrat                |
| 1930 | Eugène Faure              | Marcel Mazeyrat           | Léon Fichot                    |
| 1931 | Marcel Mazeyrat           | Eugène Faure              | Auguste Pitte                  |
| 1932 | Léon Fichot               | François Ondet            | Jean Montpied                  |
| 1933 | Jean Montpied             | Marcel Mazeyrat           | Ludwig Geyer                   |
| 1934 | Marcel Mazeyrat           | Albert Gabard             | Paul Egli                      |
| 1935 | Léon Level                | Louis Minardi             | Jean Galle                     |
| 1936 | André Auville             | Georges Roux              | Séverin Vergili                |
| 1937 | Louis Thiétard            | Luigi Barral              | Benoît Fauré                   |
| 1938 | René Vietto               | Jean-Marie Goasmat        | Robert Godard                  |
| 1939 | Lucien Le Guével          | Amédée Rolland            | Paul Rossier                   |
| 1941 | Jean-Marie Goasmat        | Georges Catte             | Jean-Jacques Lamboley          |
| 1942 | Jean-Marie Goasmat        | Paul Rossier              | Bruno Carini                   |
| 1943 | Amédée Rolland            | Jean-Marie Goasmat        | Albertin Disseaux              |
| 1944 | Gaston Grimbert           | Manuel Huguet             | Amédée Rolland                 |
| 1946 | Pierre Baratin            | Fermo Camellini           | Auguste Mallet                 |
| 1947 | Jean Blanc                | Georges Martin            | Gaston Rousseau                |
| 1948 | Pierre Baratin            | Raymond Pietre            | Raphaël Géminiani              |
| 1949 | Apo Lazaridès             | Georges Martin            | Alfredo Pasotti                |
| 1950 | Raphaël Géminiani         | Marcel Ernzer             | Pierre Molinéris               |
| 1951 | Raphaël Géminiani         | Wout Wagtmans             | Roger Buchonnet                |
| 1952 | Jean Robic                | Wout Wagtmans             | Jésus Martinez                 |
| 1953 | Antonin Canavèse          | Henri Bertrand            | Richard Van Genechten          |
| 1954 | Richard Van Genechten     | Jean Robic                | Antonin Canavèse               |
| 1955 | Valentin Huot             | Jean Cottalorda           | Maurice Lampre                 |
| 1956 | Richard Van Genechten     | Valentin Huot             | Jacky Bovay                    |
| 1957 | Louis Bergaud             | Maurice Lampre            | Serge David                    |
| 1958 | Louis Bergaud             | Raymond Meyseng           | Robert Cazala                  |
| 1959 | René Pavard               | André Le Dissez           | Raymond Mastrotto              |
| 1960 | René Vanderveken          | Marcel Queheille          | Louis Bergaud                  |
| 1961 | Edouard Bihouée           | Simon Leborgne            | Gilbert Salvador               |
| 1962 | Louis Rostollan           | Jean-Claude Lebaube       | Raymond Mastrotto              |
| 1964 | André Le Dissez           | Robert Cazala             | Jean-Claude Lebaube            |
| 1967 | Julio Jiménez             | Paul Gutty                | Raymond Poulidor               |
| 1968 | Jean Jourden              | Julio Jiménez             | Gilles Locatelli               |
| 1969 | Raymond Delisle           | Antoon Houbrechts         | Alain Vasseur                  |
| 1970 | Lucien Aimar              | Joseph Bruyère            | Robert Bouloux                 |
| 1972 | Joop Zoetemelk            | Jacques Botherel          | Jean-Pierre Danguillaume       |
| 1973 | Luis Ocaña                | Joop Zoetemelk            | Cyrille Guimard                |
| 1975 | Antoine Gutierez          | Bernard Labourdette       | Firmino Bernardino             |
| 1976 | Lucien van Impe           | Bernard Vallet            | Michel Laurent                 |
| 1977 | Raymond Delisle           | Michel Le Denmat          | Pierre-Raymond Villemiane      |
| 1979 | Joop Zoetemelk            | Pierre-Raymond Villemiane | Gilbert Chaumaz                |
| 1980 | Raymond Martin            | Régis Ovion               | Robert Milhar                  |
| 1981 | Dominique Celle           | Jean Chassang             | Jan Nevens                     |
| 1982 | Pierre-Raymond Villemiane | Bernard Vallet            | Raymond Martin Christian Corre |
| 1983 | Kim Andersen              | Régis Clère               | Christian Corre                |
| 1984 | Marc Madiot               | Laurent Fignon            | Kim Andersen                   |
| 1985 | Martial Gayant            | Yvon Madiot               | Bruno Wojtinek                 |
| 1986 | Eric Caritoux             | Jacques Décrion           | Gilles Sanders                 |
| 1987 | Charles Bérard            | Gilles Sanders            | Denis Leproux                  |
| 1988 | Stéphane Morjean          | Fabrice Philipot          | Luc Leblanc                    |
| 1989 | Henri Abadie              | Denis Roux                | Jérôme Simon                   |
| 1990 | Luc Roosen                | Laurent Madouas           | Luc Leblanc                    |
| 1991 | Atle Kvålsvoll            | Richard Virenque          | Marc Madiot                    |
| 1992 | Marc Madiot               | Richard Virenque          | François Lemarchand            |
| 1993 | Thierry Claveyrolat       | Didier Rous               | Eric Caritoux                  |
| 1994 | Richard Virenque          | Scott Sunderland          | Didier Rous                    |
| 1995 | Armand das Grutas         | Emmanuel Magnien          | Richard Virenque               |
| 1996 | Stéphane Heulot           | Riccardo Forconi          | Laurent Desbiens               |
| 1997 | Davide Rebellin           | Mauro Gianetti            | Laurent Roux                   |
| 1998 | Pascal Hervé              | Laurent Desbiens          | Christophe Agnolutto           |
| 1999 | Laurent Roux              | Bobby Julich              | Christopher Jenner             |
| 2000 | Patrice Halgand           | Christophe Moreau         | Walter Bénéteau                |
| 2001 | Didier Rous               | Laurent Brochard          | David Moncoutié                |
| 2002 | Sylvain Chavanel          | Laurent Paumier           | Franck Bouyer                  |
| 2003 | Didier Rous               | Marlon Perez              | Jérôme Pineau                  |
| 2004 | Christophe Moreau         | Philippe Gilbert          | Jérôme Pineau                  |
| 2005 | Philippe Gilbert          | Yoann Le Boulanger        | Nicolas Inaudi                 |
| 2006 | Didier Rous               | Philippe Gilbert          | Tristan Valentin               |
| 2007 | Anthony Geslin            | Maxime Mederel            | Sylvain Chavanel               |
| 2008 | David Le Lay              | Steve Chainel             | Gianni Meersman                |
| 2009 | Thomas Voeckler           | Anthony Geslin            | Nicolas Jalabert               |